# Robert Morse
Robert Alan Morse (Newton, 18 maggio 1931 – Los Angeles, 20 aprile 2022) è stato un attore e cantante statunitense.
Morse è molto noto per le sue apparizioni teatrali in musical e spettacoli di Broadway. Il suo ruolo più conosciuto è quello del giovane imprenditore J. Pierre-Point Finch nella commedia teatrale How to Succeed in Business Without Really Try, in scena a Broadway dal 1961 al 1965, e nell'omonima riduzione cinematografica, Come far carriera senza lavorare (1967). Assai impegnato anche sul piccolo schermo, ha interpretato il personaggio di Bertram Cooper, un anziano uomo d'affari, nella serie televisiva Mad Men.

## Biografia
Morse nacque nel Massachusetts, secondo dei dieci figli di Joseph Xavier e di Edna Silver Morse. A 10 anni il padre morì in un incidente automobilistico e la madre, sofferente di numerosi disturbi psichici, fu ricoverata in un ospedale psichiatrico in Florida. Il giovane Morse fu così costretto a trasferirsi con i fratelli dai nonni materni, John e Nancy Potter. Appassionatosi alla recitazione, Morse iniziò a lavorare in teatro, prendendo come modelli grandi interpreti cinematografici come Humphrey Bogart, James Cagney, Bette Davis, Orson Welles e Spencer Tracy, mentre i suoi registi preferiti erano Billy Wilder, John Huston e Alfred Hitchcock.
Tra i suoi primi ruoli sul grande schermo, quello di Barnaby nel film Bella, affettuosa, illibata cercasi... (1958)  di Joseph Anthony, che aveva già interpretato a Broadway, cui fecero seguito altre apparizioni tra cui Il caro estinto (1965) di Tony Richardson, tratto dall'omonimo romanzo di Evelyn Waugh. La consacrazione giunse nel 1967 con il ruolo di J. Pierre-Point Finch in Come far carriera senza lavorare di David Swift e di Ed Stander in Una guida per l'uomo sposato di Gene Kelly, nella quale recitò accanto a Walter Matthau. L'anno successivo apparve al fianco di Doris Day e Patrick O'Neal in Che cosa hai fatto quando siamo rimasti al buio? di Hy Averback, commedia ambientata durante il black out che colpì New York nel 1965. Nel 1970 fece coppia con Stefanie Powers nel film di produzione disneyana Boatniks, i marinai della domenica di Norman Tokar. Nel 1986 partecipò come doppiatore alla serie animata Gli amici Cercafamiglia.
Morse è morto il 20 aprile 2022 a Los Angeles a 90 anni.

## Filmografia parziale

### Cinema
- Bella, affettuosa, illibata cercasi... (The Matchmaker), regia di Joseph Anthony (1958)
- Il cardinale (The Cardinal), regia di Otto Preminger (1963)
- Hotel delle vergini (Honeymoon Hotel), regia di Henry Levin (1964)
- Ragazze sotto zero (Quick Before It Melts), regia di Delbert Mann (1964)
- Il caro estinto (The Loved One), regia di Tony Richardson (1965)
- Come far carriera senza lavorare (How to Succeed in Business Without Really Trying), regia di David Swift (1967)
- Una guida per l'uomo sposato (A Guide for the Married Man), regia di Gene Kelly (1967)
- Che cosa hai fatto quando siamo rimasti al buio? (Where Were You When the Lights Went Out?), regia di Hy Averback (1968)
- Boatniks, i marinai della domenica (The Boatniks), regia di Norman Tokar (1970)
- The Man Who Shook the Hand of Vicente Fernandez, regia di Elia Petridis (2012)
- Funny or Die presenta: L'arte di fare affari di Donald Trump - Il film (Donald Trump's The Art of the Deal: The Movie), regia di Jeremy Konner - film TV (2016)

### Televisione
- The Alcoa Hour – serie TV, episodio 2x02 (1956)
- Alfred Hitchcock presenta (Alfred Hitchcock Presents) – serie TV, episodio 4x35 (1959)
- La signora in giallo (Murder, She Wrote) – serie TV, episodio 1x11 (1985)
- Ai confini della realtà (The Twilight Zone) – serie TV, episodio 1x13 (1985)
- Mad Men – serie TV, 74 episodi (2007-2015)

## Doppiatori italiani
Nelle versioni in italiano dei suoi film, Robert Morse è stato doppiato da:
- Cesare Barbetti in Il caro estinto, Una guida per l'uomo sposato
- Dario Penne ne La signora in giallo
- Dario De Grassi in Mad Men (st. 1-4)
- Pietro Biondi in Mad Men (st. 5-7)

## Premi e riconoscimenti
- Primetime Emmy Awards
  - 1993 - Migliore attore protagonista in una miniserie o film - Tru